# Jonas (chef couman)
Pour les articles homonymes, voir Jonas (homonymie).
Jonas ou Ionas est un roi (khan) couman du XIIIe siècle.
En 1240, il se met au service de Baudouin II de Courtenay, empereur latin de Constantiniople en guerre contre l'empereur byzantin Jean III Doukas Vatatzès, et donne une de ses filles en mariage à Narjot de Toucy, un des dirigeants de l'Empire.
Jonas meurt avant d'avoir été baptisé à Constantinople, en 1241. Selon Aubry de Trois-Fontaines, ses funérailles furent accompagnées de sacrifices humains et animaux : on l'enterra hors des murs de la ville dans un lieu où on lui dressa un tombeau fort élevé aux deux côtés duquel on pendit huit de ses guerriers qui s'étaient offerts volontairement pour mourir en cette occasion, et on y pendit aussi vingt six chevaux vifs. Après sa mort, son lieutenant Saronius, déçu par l'empereur Baudouin, passa du côté de Jean III Doukas Vatatzès avec toutes ses troupes.

## Sources primaires
- Aubry de Trois-Fontaines, Chronique.
- Geoffroy de Ville-Hardouin (trad. du Cange), Mémoires de Geoffroy de Ville-Hardouin, 1824 (lire sur Wikisource), « Décadence de l’Empire latin. », p. 458–512.